# الجحا (الريدة)

تعديل مصدري - تعديل

الجحا هي إحدى قرى عزلة الريدة وقصيعر بمديرية الريدة وقصيعر التابعة لمحافظة حضرموت، بلغ تعداد سكانها 302 نسمة حسب تعداد اليمن لعام 2004.